# Typhlodromalus longisetatus
Typhlodromalus longisetatus är en spindeldjursart som beskrevs av Moraes, Zannou och Oliveira 2006. Typhlodromalus longisetatus ingår i släktet Typhlodromalus och familjen Phytoseiidae. Inga underarter finns listade i Catalogue of Life.